# ستافوردشير مورلاندز (دائرة انتخابية في المملكة المتحدة)
ستافوردشير مورلاندز (بالإنجليزية: Staffordshire Moorlands)‏ هي إحدى الدوائر الانتخابية في المملكة المتحدة الممثلة في مجلس العموم في برلمان المملكة المتحدة.
عضو البرلمان الذي يمثلها حالياً هو :Charlotte Atkins (Lab).